# 情報処理技術遺産
情報処理技術遺産（じょうほうしょりぎじゅついさん）は、日本のコンピュータ技術発達史上の重要な研究開発成果や、顕著な影響を与えたコンピュータ技術・製品などを次世代に継承していくことを目的とする認定制度である。分散コンピュータ博物館とともに情報処理学会が運営している。2009年2月23日に認定制度が開始され、第1回には23点が認定された。

## 概要
情報処理学会の学会誌『情報処理』に、「遺産」から毎号1点を選んで和田英一が紹介する記事が連載されている。

## 認定リスト

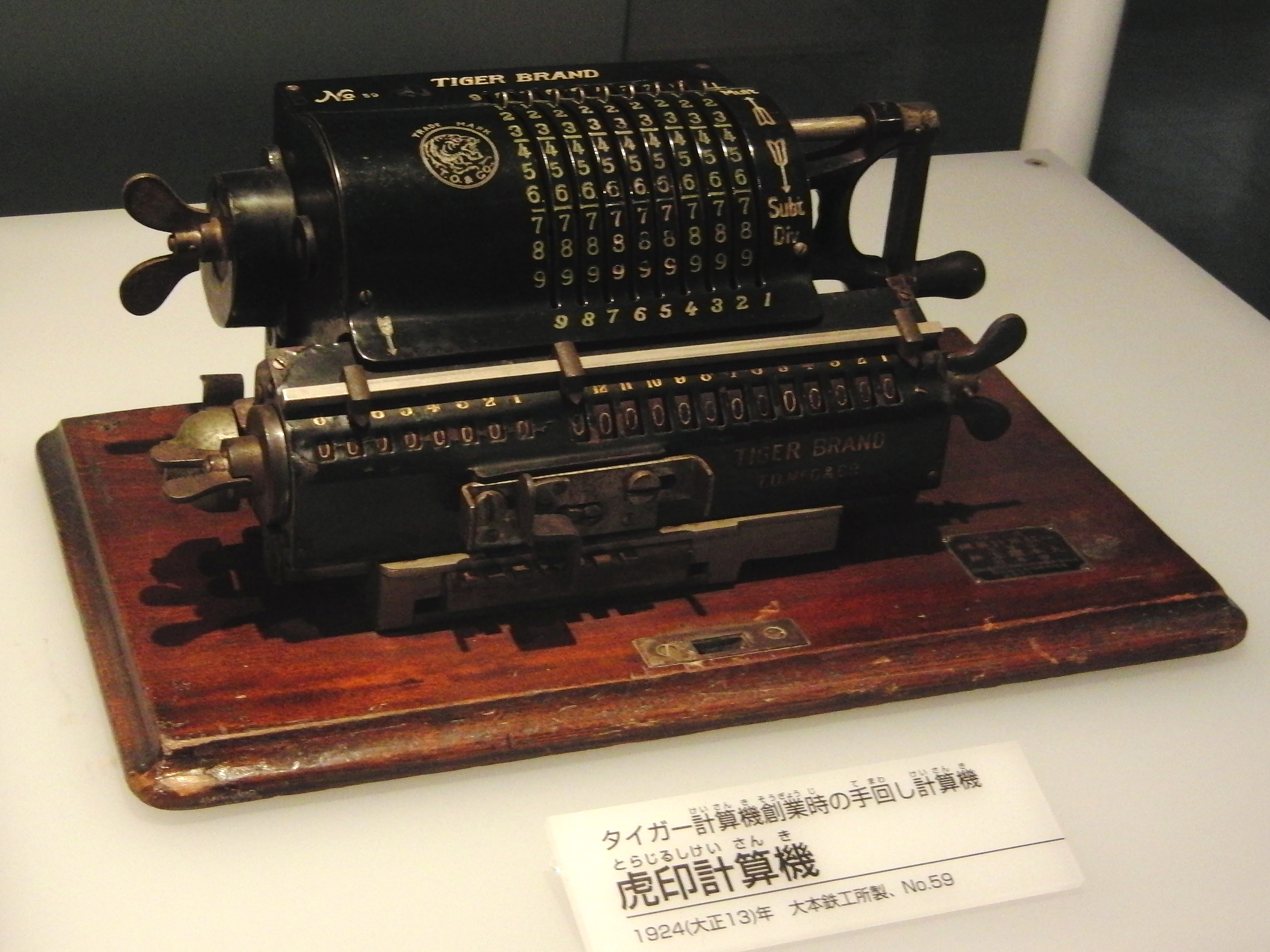
タイガー計算器 No.59（国立科学博物館の展示）

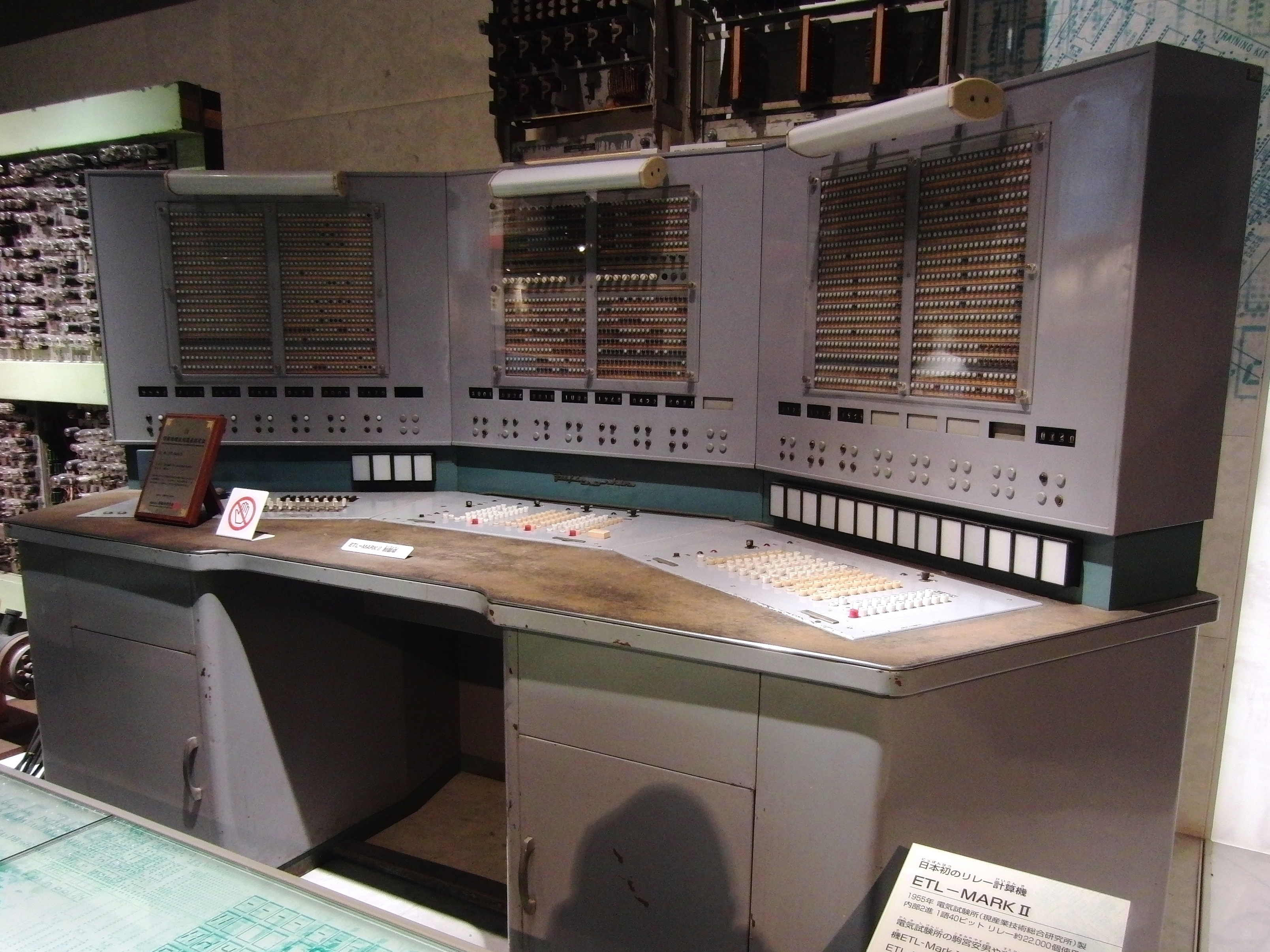
ETL-Mark II。（国立科学博物館の展示）

### 2008年度（第1回）
- 自働算盤：日本初の機械式卓上計算機
- 川口式電気集計機及び亀の子型穿孔機：日本初の統計集計機
- タイガー計算器 No.59：初期の手回し式計算機
- 九元連立方程式求解機：アナログ式計算機械
- ETL-Mark II：初期のリレー式大型計算機
- FUJIC：日本初の電子計算機
- 大阪大学真空管計算機：初期の真空管式電子計算機
- パラメトロン素子：日本で発明された演算素子
- ETL Mark IVパッケージおよび磁気ドラム：日本初のトランジスタ式実用計算機用の部品と記録装置
- SENAC-1（NEAC-1102）：大型パラメトロン計算機
- FACOM128B：現在も動態展示されているリレー式コンピュータ
- MARS-1：国鉄座席予約システム
- MUSASINO-1B：パラメトロン計算機
- OKITYPER-2000：多機能タイプライタ
- NEAC-2203：全トランジスタ化計算機
- HITAC 5020および関連部品：国産初の大型汎用コンピュータ
- NEACシリーズ 2200モデル50：全IC化小型汎用コンピュータ
- H-8564：初期の磁気ディスク駆動装置
- HITAC 10：日本初のミニコンピュータ
- TOSBAC-3400：マイクロプログラム方式の科学技術用コンピュータ
- OKITAC-4300Cシステム：ミニコンピュータシステム
- JW-10：初の日本語ワードプロセッサ
- PC-9801：ベストセラーのパーソナルコンピュータ

### 2009年度（第2回）
- 微分解析機：1940年代における最高水準の機械式コンピュータ
- HITAC 201：全体装置が現存する、最古のトランジスタ式コンピュータのひとつ
- NEAC-2203 NARC：日本初の科学計算用コンパイラ
- MARS-101：MARS-1の後継機。東海道新幹線以外の在来線における座席予約の全国オンライン化を実現（新幹線は次モデルのMARS-102でオンライン化）
- NEAC-1210：パラメトロン方式のオフィス用コンピュータのベストセラー
- MELCOM81：はじめて「オフィス用コンピュータ」を名乗った機種
- SCK-201形漢字鍵盤さん孔器：初期の漢字入力用デバイス
- 2400B形ラインプリンタ：2400ボー式活字ベルトライン式プリンタ
- FACOM 603F磁気テープ装置：日本初のシングルキャプスタン方式磁気テープ記録装置
- OASYS100及び親指シフトキーボード試作機：独自の入力装置を利用したワードプロセッサ
- 初代「一太郎」：パソコン用日本語ワープロソフトのベストセラー

### 2010年度（第3回）
- 翻訳実験用計算機KT-1 論理パッケージ，磁気ドラム
- 14-B
- NEAC-2206
- CS-10A
- USAC-3010
- FACOM 230-25システム一式
- HITAC 8700
- TK-80
- PANAFACOM Lkit-16

### 2011年度（第4回）
- 東京大学生産技術研究所微分解析機（トルク増幅機などの構成部品）
- HIPAC MK-1
- NEAC-1101
- MELCOM 1101
- ASPET/71光学的文字読取装置
- Busicom 141-PF
- NEACシステム100
- LSIパッケージMB11K搭載のMCCボード
- オートテラーターミナルAT-20P
- 神戸大学Lispマシン FAST LISP
- 大阪大学EVLISマシン
- T1100

### 2012年度（第5回）
- 潮候推算機
- FACOM 201
- MADIC-IIAシステム一式
- 東京オリンピック情報システム関連資料
- USAC-1010
- ワイヤドットプリンタ
- MARS-105用座席予約端末装置
- MZ-80K

### 2013年度（第６回）
認定証授与式は、東京電機大学 東京千住キャンパスにて行われた。
- ページ式和欧文電信機「55型テレタイプ」
- パラメトロンアーカイブス
- TACウイリアムス管・真空管および関連資料
- KT-Pilot
- 強震応答解析用アナログ計算機 SERAC
- DIPS-1 構成部品（中央処理装置等）
- 京都大学QA-1
- ベーシックマスター MB-6880

### 2014年度（第7回）
認定証授与式は、京都大学 吉田キャンパスにて実施。
- UNIVAC120
- HITAC 301 部品
- HITAC 3010
- PDP-8/I
- PANAFACOM C-15E
- 紙幣還流型現金自動預払機 AT-100
- FACOM 6715D

### 2015年度（第8回）
認定証授与式は、慶応大学 矢上キャンパスにて実施。
- 物理乱数発生装置群
- KDC-I 論理パッケージ
- NEACシリーズ2200モデル500論理パッケージ
- TOSBAC-1100D
- TTL論理カード（FACOM 230-60搭載）
- DIPS4150形磁気ドラム記憶装置
- HITAC 8800 部品類
- 磁気バブルメモリ製品群およびBUBCOM80
- if800モデル30
- HITAC S-810論理パッケージ

### 2016年度（第9回）
認定証授与式は、名古屋大学 東山キャンパスにて実施。
- 沖電気数字印刷電信機
- FACOM138A　一式
- リレー式計算機 AL-1 型
- HARP 5020関連資料
- JIS FORTRAN入門（上）（下）
- カシオミニ
- HITAC M-180 論理パッケージ
- CASE ソフトウェア　SEA/I

### 2017年度（第10回）
認定証授与式は、早稲田大学 西早稲田キャンパスにて実施。
- 自己相関係数計算機
- NEACシリーズ2200モデル700　パッケージ
- NHKコンピューター講座資料一式
- 構造化プログラミング言語SPL

### 2018年度（第11回）
認定証授与式は、福岡大学 七隈キャンパスにて実施。
- NEAC-R3アナログコンピュータ
- 慶應義塾大学トランジスタ計算機K-1
- OKITAC 5090C

### 2019年度（第12回）
- NECスーパーコンピュータSX-2　パッケージ
- FACOM VPシリーズEモデルのMCCボード
- HITAC S-820
- 地球シミュレータ
- スーパーコンピュータ「京」